# Alexandre Trauner

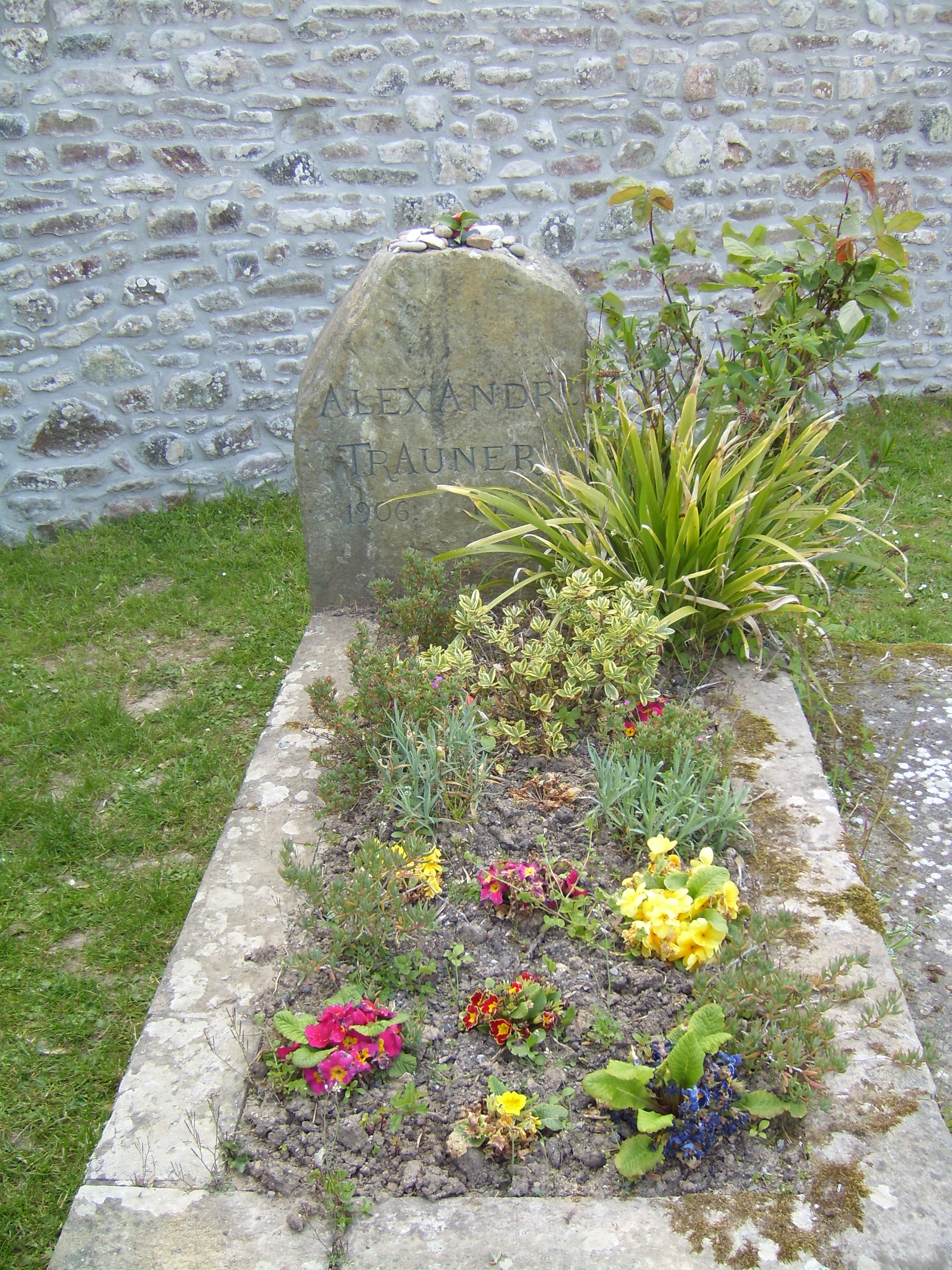
Alexandre Trauners gravvård.

Alexandre Trauner, född 3 augusti 1906 i Budapest i dåvarande Österrike-Ungern, död 5 december 1993 i Omonville-la-Petite i Frankrike, var en fransk scenograf. Han arbetade i Paris under slutet av 1920-talet och 1930-talet i bland annat Marcel Carnés Dimmornas kaj (1938) och senare i Hollywood.
Vid Oscarsgalan 1961 tilldelades han en Oscar för bästa scenografi för sitt arbete med Ungkarlslyan (1960). 1976 nominerades han för Mannen som ville bli kung (1975).

## Filmografi i urval
- 1930 – Guldåldern
- 1935 – Hertigen önskar nattkvarter
- 1938 – Dimmornas kaj
- 1938 – Hôtel du Nord
- 1939 – Dagen gryr
- 1945 – Paradisets barn
- 1951 – Othello
- 1955 – Rififi
- 1957 – Åklagarens vittne
- 1960 – Ungkarlslyan
- 1964 – Kyss mej dumbom
- 1966 – Hur man stjäl en miljon
- 1967 – Generalernas natt
- 1970 – Privatögat privat
- 1975 – Mannen som ville bli kung
- 1981 – Coup de torchon
- 1983 – Tchao, pantin!
- 1985 – Subway
- 1986 – Kring midnatt